# Kulczyzna
Kulczyzna est une localité polonaise de la gmina et du powiat de Jędrzejów en voïvodie de Sainte-Croix.